# Православные храмы Воронежа

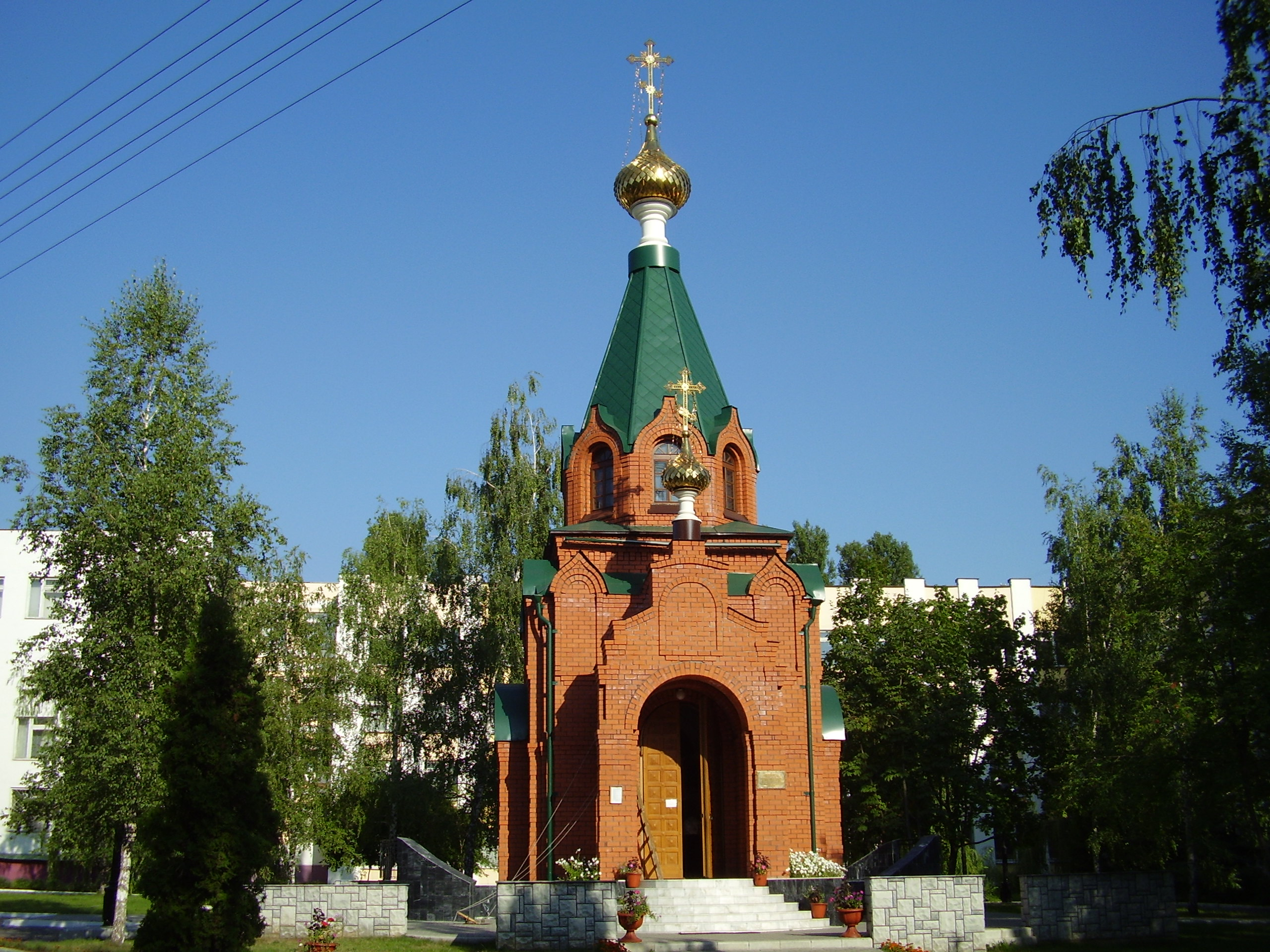
Воронеж, храм святителя Митрофана в Юго-Западном районе.

Православные храмы Воронежа — церковные здания города, принадлежащие Русской Православной Церкви.

## История
Православные храмы в Воронеже строились в течение XVI—XX веков, сохранившиеся
каменные здания лишь на столетие моложе самого города. Помимо того, что они являлись
организующим ядром своего прихода, им принадлежала определяющая роль в формировании
архитектурного облика правобережного Воронежа. Они создавали столь необходимые
каждому городу высотные доминанты. К тому же все храмы имели свой неповторимый стиль,
отражавший развитие русского искусства на протяжении веков. К созданию религиозных комплексов и отдельных зданий привлекались крупные российские зодчие Д. Кваренги, А. Мельников, местные архитекторы И. Блицын, В. Гайн, И. Волков, М. Клейнер, А. Кюи.
Городские священники активно участвовали в проповеднической деятельности епархии,
в развитии местного образования и культуры. Помимо приходских школ, созданных их усилиями при каждой церкви, они преподавали Закон Божий во всех светских учебных заведениях. Многие из них служили в одном приходе десятилетиями, передавали свои места сыновьям и зятьям, так что можно говорить о складывании священнических династий Аристовых, Лукиных, Орловых, Скрябиных.
В прежнем Воронеже с населением в 100 тысяч человек имелось 17 приходских, 3 кладбищенских и 5 монастырских храмов. Ещё 5 приходов состояли в пригородных слободах
Чижовке, Монастырщенке, Придаче, селе Отрожка вошедших с тех пор в городскую черту. В общественных учреждениях, учебных заведениях, больницах, детских приютах, казармах и тюрьмах было обустроено более 20 домовых церквей. Трапезные и домовые храмы имелись также во всех монастырях и резиденциях главы епархии.

## Список
| Церковь                             | Изображение | Дата постройки         | Расположение                | Состояние         | Комментарий              |
| ----------------------------------- | ----------- | ---------------------- | --------------------------- | ----------------- | ------------------------ |
| Александро-Невская церковь          |             | 1994 — 1996            | Северный район              | действующая       | новопостроенная          |
| Андреевская церковь                 |             | 2000 — ?               | Северный район              | действующая       | новопостроенная          |
| Благовещенский собор                |             | 1998—2009              | центр города                | действующий       | новопостроенный          |
| Богоявленская церковь               |             |                        | центр города                | действующая       | восстанавливается        |
| Введенская церковь                  |             | 1770 — 1780            | центр города                | действующая       |                          |
| Взыскания погибших церковь          |             |                        | центр города                | разрушена         |                          |
| Владимирский собор                  |             | 1898 — 1909            | центр города                | разрушен          |                          |
| Владимирская церковь                |             | 1999 — ?               |                             | строится          |                          |
| Вознесенская церковь                |             |                        | центр города                | разрушена         |                          |
| Вознесенская кладбищенская церковь  |             |                        | центр города                | разрушена         |                          |
| Воскресенская церковь               |             | 1762                   | центр города                | действующая       |                          |
| Всехсвятская церковь                |             |                        | центр города                | разрушена         |                          |
| Всехсвятская церковь                |             | 1999 — 2002            | Советский район             | действующая       | новопостроенная          |
| Георгиевская церковь                |             |                        |                             | действующая       | новопостроенная          |
| Духовская церковь                   |             |                        | бывшая окраина города       | разрушена         |                          |
| Ильинская церковь                   |             |                        | центр города                | действующая       |                          |
| Иоанно-Богословская церковь         |             |                        | центр города                | разрушена         |                          |
| Иоанно-Предтечинская церковь        |             |                        | центр города                | разрушена         |                          |
| Казанская церковь                   |             |                        | бывший пригород левобережье | действующая       |                          |
| Церковь Мефодия и Кирилла           |             | 1997                   | центр города                | действующая       |                          |
| Митрофановская церковь              |             | 2002 — настоящее время | центр города                | строится          |                          |
| Михаила Архангела церковь           |             | 1997                   | Отрожка левобережье         | действующая       | новопостроенная          |
| Никольская церковь                  |             | 1712 — 1720            | центр города                | действующая       |                          |
| Пантелеимона Великомученика церковь |             | 2001 — ?               | Придонское                  | действующая       | вновь построенная        |
| Петропавловская церковь             |             | Между 1758 и 1765      | центр города                | снесена 1960      |                          |
| Покровский собор                    |             | 1833 — 1841            | центр города                | действующий       |                          |
| Пятницкая церковь                   |             |                        | центр города                | разрушена         |                          |
| Рождественская церковь              |             | 1785 —1795             | бывший пригород левобережье | секуляризована    | под угрозой разрушения   |
| Рождественская церковь              |             | 1785 — 1795            | центр города                | вновь построенная |                          |
| Рождественская церковь              |             |                        | бывший пригород Чижовка     | разрушена         |                          |
| Самуиловская церковь                |             | 1808                   | центр города                | действующая       | имеет статус часовни     |
| Спасская церковь                    |             | 1744 — 1755            | центр города                | действующая       |                          |
| Тихвино-Онуфриевская церковь        |             |                        | центр города                | действующая       |                          |
| Троицкий Смоленский собор           |             | 1789 — 1822            | центр города                | разрушен          |                          |
| Троицкая церковь                    |             | 2001 — 2007            | Юго-Западный район          | действующая       | новопостроенная          |
| Успенская адмиралтейская церковь    |             | конец XVI века         | центр города                | действующая       | старейшая церковь города |
| Успенская церковь на Монастырщенке  |             | 1847 — 1848            | бывший пригород левобережье | действующая       |                          |

## Наиболее значимые действующие храмы

### Успенский Адмиралтейский храм

#### Казанский храм

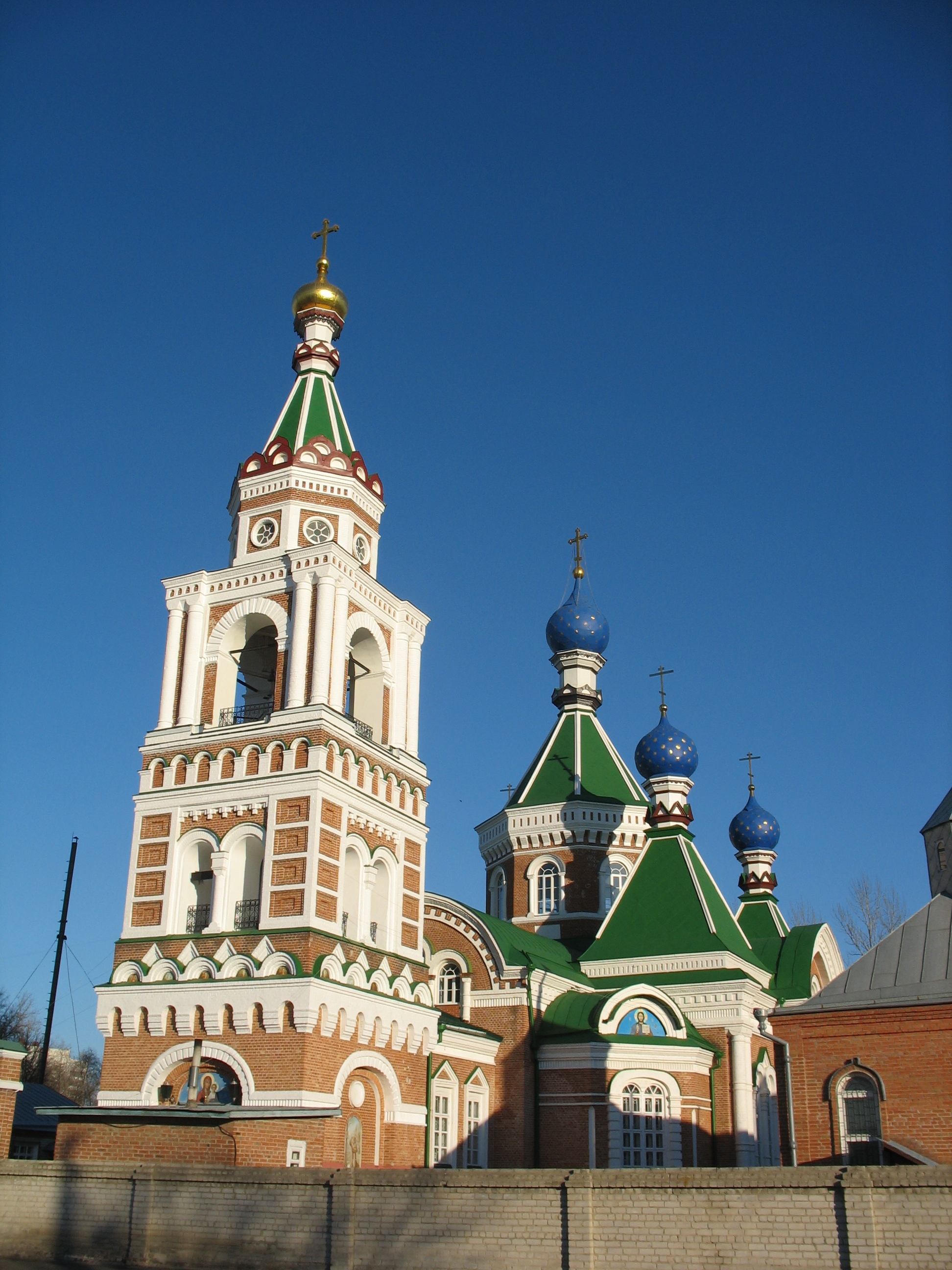
Воронеж, Казанский храм

Храм назван в честь Казанской иконы Божией Матери был построен в 1903—1911 годах в русском стиле в квартале Отрожка. Архитектор В. И. Гайн, спроектировавший новый храм, известен как первый в Воронеже архитектор-реставратор.
Храм был закрыт в 1936 году, но уже через 10 лет, в 1946 году, в нём возобновились богослужения.
Храм имеет приделы во имя святителей Николая Чудотворца и Митрофана Воронежского. На его территории в 1990-е годы построен корпус воскресной церковно-приходской школы во имя святого мученика Иоанна Русского с крестильным храмом во имя преподобного Серафима Саровского а также водосвятная часовня во имя святого апостола Андрея Первозванного. В воскресной школе находится мощевик с частицами мощей святых угодников Божиих и почитаемая икона покровителя воскресной школы святого Иоанна Русского.
В 1999—2001 годах храм был заново расписан.

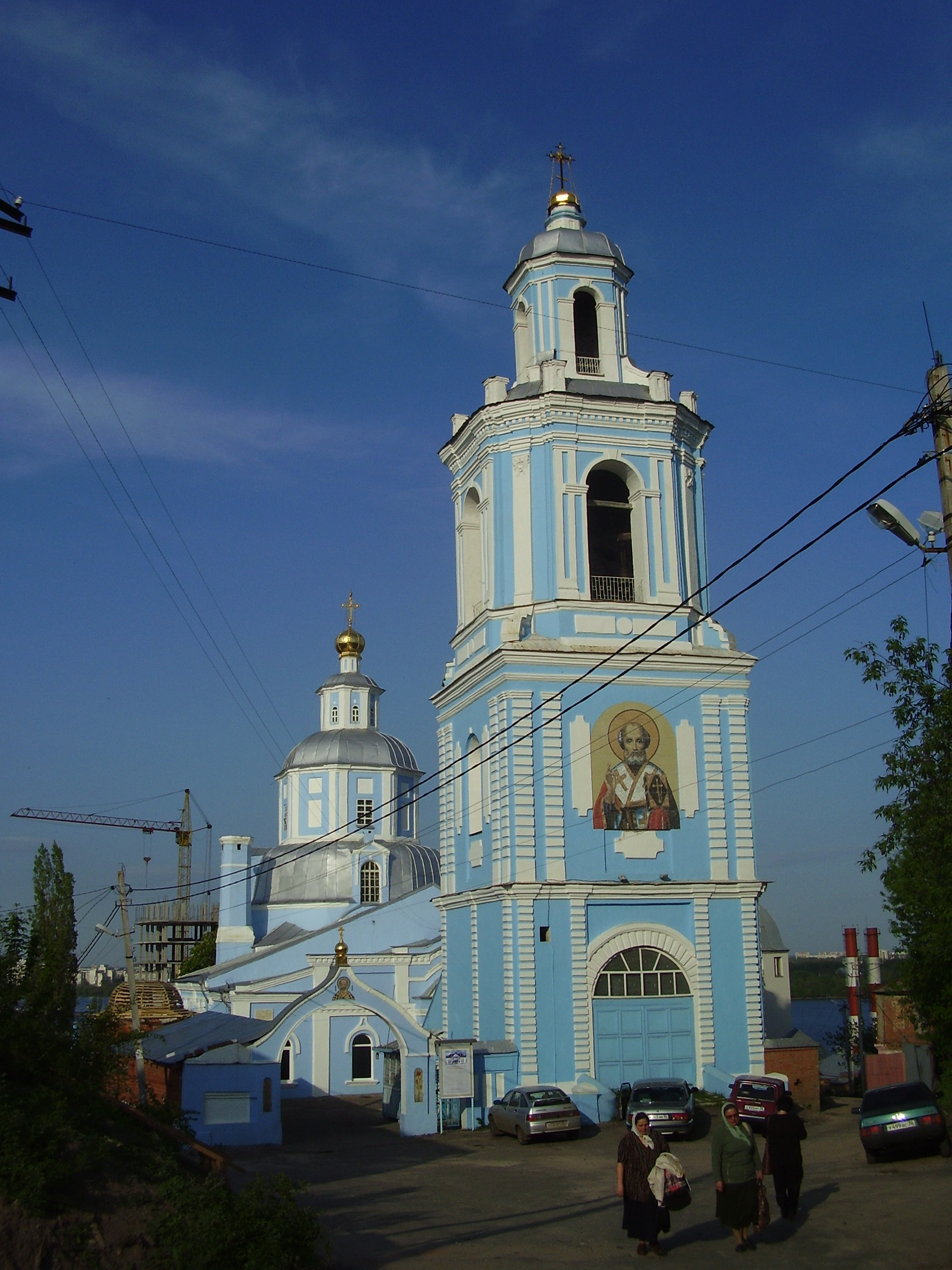
Воронеж, Никольская церковь

#### Никольский храм
Храм во имя святителя Николая, архиепископа Мир Ликийских, был построен в 1712—1720 годах. Никольский храм, третий по древности из сохранившихся в Воронеже после Успенского Адмиралтейского храма и колокольни Алексиево-Акатова монастыря, представляет собой редкий для Воронежа тип храмового здания с отдельно стоящей колокольней. В XVIII—XIX веках в храме были устроены два придела—во имя святого великомученика Димитрия Солунского (около 1712 года) и святителя Алексия, митрополита Московского (в 1831 году).
В 1836 году устроен придел в честь Толгской иконы Божией Матери, который был размещён на месте прежнего Димитриевского, но его перенесли, а новый придел вновь посвятили великомученику Димитрию Солунскому и преподобному Иоанну Кассиану Римлянину.
Храм был закрыт в 1940 году, а уже в феврале 1942 года (по другим сведениям в мае 1943) в нём были возобновлены богослужения. С 1943 по 1948 год храм являлся кафедральным собором Воронежской епархии. В 1992 году был построен церковно-приходской комплекс с крестильным храмом в честь Толгской иконы Пресвятой Богородицы.

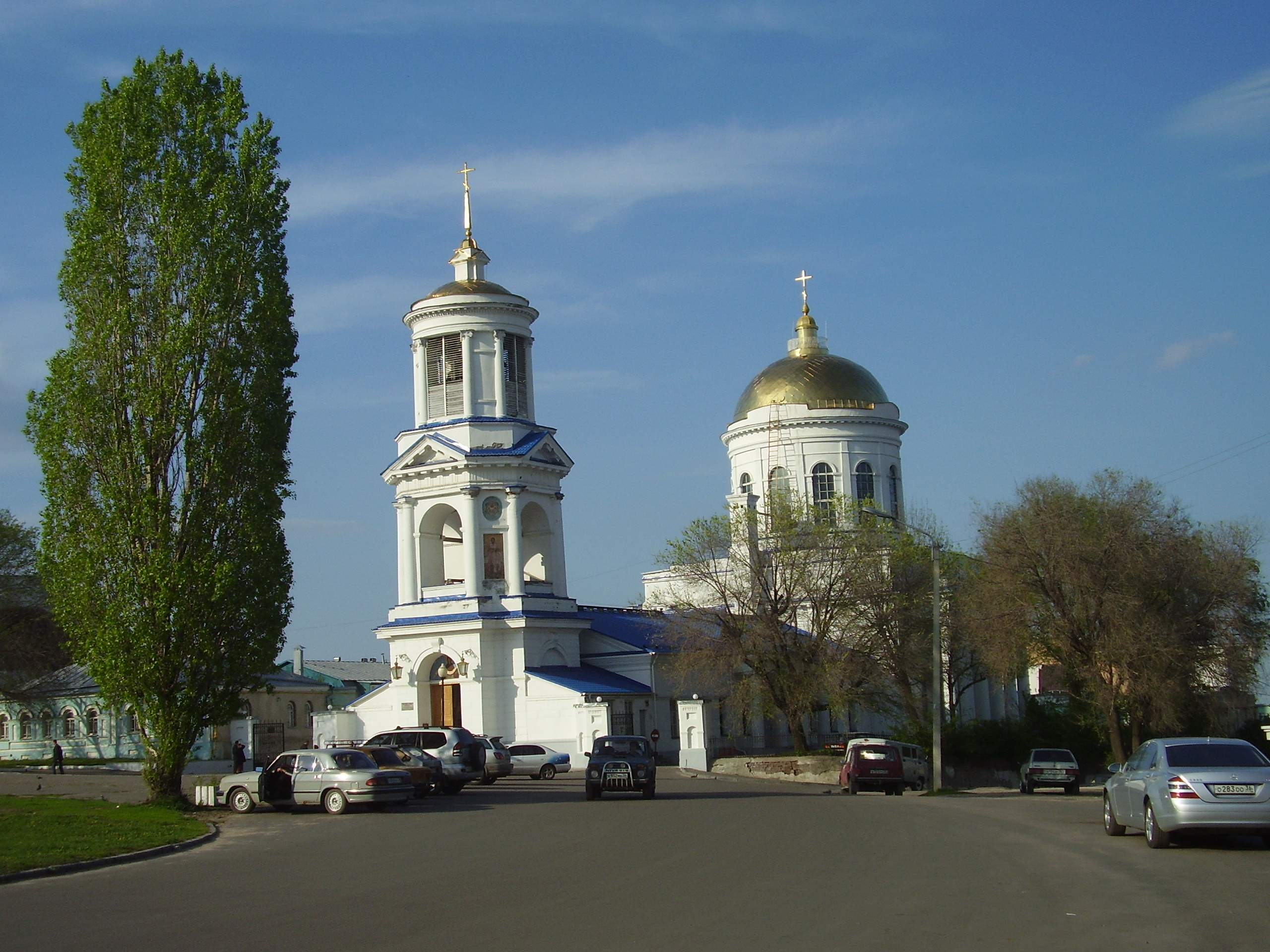
Воронеж, Покровский собор

#### Покровский кафедральный собор
Храм в честь Покрова Пресвятой Богородицы был построен на месте деревянной церкви, основанной ранее 1615 года. Современный вид Покровского собора складывался более века — с 1736 по 1841 год. Великое освящение храма совершил в 1841 году святитель Антоний (Смирницкий), архиепископ Воронежский и Задонский.
Покровский храм закрывали дважды: ненадолго в начале 1920-х годов, а затем окончательно в мае 1932 года. В церкви расположился
антирелигиозный музей. Настойчивые требования верующих о возвращении храма увенчались успехом. С 10 мая 1948 года храм стал кафедральным собором Воронежской епархии.

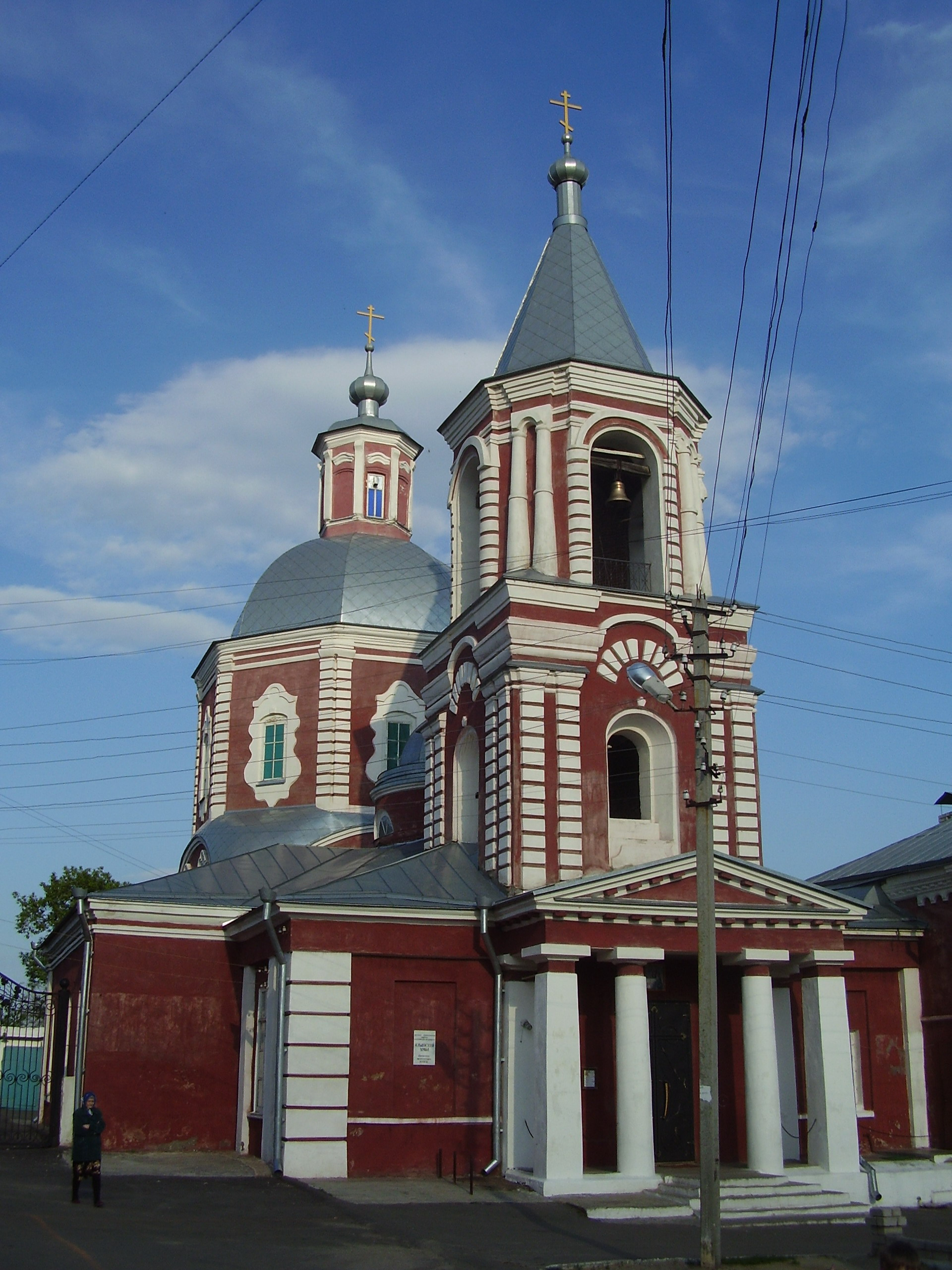
Воронеж, Ильинский храм

#### Ильинский (Входо-Иерусалимский) храм
Храм в честь Входа Господня в Иерусалим с приделом во имя пророка Божия Илии, название в честь которого укоренилось в народе как относящееся ко всему храму, был построен в 1767—1771 годах в стиле барокко на месте деревянной церкви XVII века, трижды менявшей своё название (первоначально Ильинская, затем Троицкая, и наконец Входо-Иерусалимская). В 1810—1812 годах в Ильинском храме был устроен ещё один придел — во имя священномученика Антипы, епископа Пергамского.
До закрытия в начале 1930 годов, в храме находился чудотворный образ Божией Матери, прославившийся чудесами во время эпидемии холеры 1847 года, а также почитаемые иконы священномученика Антипы и святого благоверного князя Александра Невского.
В Ильинском храме служил до своей кончины в 1776 году служил священник Алексей Андреевич Болховитинов, отец выдающегося церковного иерарха, историка, учёного-энциклопедиста, митрополита Киевского и Галицкого Евгения (Болховитинова). Вероятно, именно здесь будущий иерарх был крещён.
В 1809 году в храме был крещён будущий поэт Алексей Кольцов, а его родители и родственники были в то время прихожанами Ильинского храма.. Метрическая запись гласит: 

… Октября 3 рождён… Вопринимали при крещении купец Николай Иванов Галкин и купецкая жена Евдокия Васильева Чеботарёва.

#### Тихвино-Онуфриевский храм

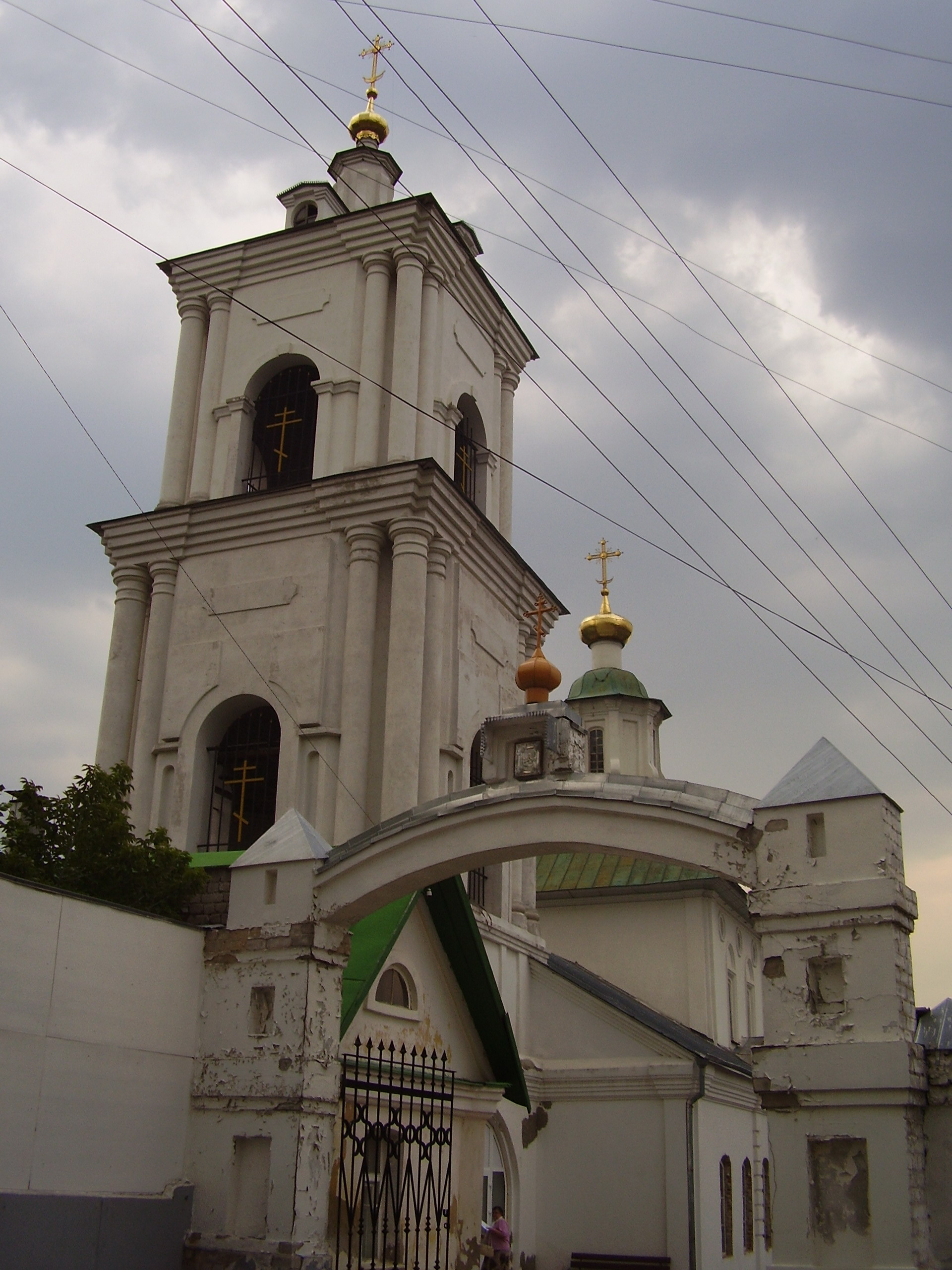
Воронеж, Тихвино-Онуфриевский храм

В апреле 1735 года П. Н. Гарденин написал воронежскому епископу Иоакиму:
Желаю я, нижеименованный, по намеренному своему обещанию в граде Воронеже в Беломестной слободе построить вновь святую каменного здания церковь во имя Пресвятой Богородицы Тихвинской с приделом, в котором  желаю быть во имя преподобных отец наших Онуфрия Великого И Петра Афонского, из своего собственного единого кошта для того, что от других градских церквей имею жительство в дальнем расстоянии
В 1741 году был построен и освящен придел, а в 1746 году — и вся церковь. Она стала именоваться Тихвино-Онуфриевской.
В 1758 году церковь горела и пострадала, но к 1762 году братья Гарденины восстановили её.
В начале XX века приход насчитывал 1088 человек.
В конце 1919—1920 годах на территории церкви размещался концлагерь для нескольких сотен человек.
До 1980 года в церкви работала фабрика «Игрушка». В октябре 1990 года Тихвино-Онуфриевская церковь передана епархии.

## Разрушенные храмы
- В 1972 году было создано Воронежское водохранилище, которое стало самым большим в чернозёмном регионе. Были утеряны остатки церкви Взыскания погибших середины XIX века[2] и здания адмиралтейства Петра I на Петровском острове, а Адмиралтейская церковь оказалась в подтопленном состоянии.